# Die Retter-Ritter
Die Retter-Ritter (im Original: The Big Knights) ist eine 1999 in England von Neville Astley und Mark Baker für das britische Fernsehen BBC1 produzierte Zeichentrickserie, die ab Oktober 2000 auch im deutschen Fernsehen mehrmals gezeigt wurde, zuletzt vom 31. Januar 2004 bis 20. März 2004 im Kinderkanal. Sie zeichnet sich durch ihre liebevolle Machart und ihren skurrilen, trockenen Humor mit stark britischem Einschlag aus. Die Serie besteht aus 13 Einzelfolgen mit je ca. 10 Minuten Länge. Trotz der Kürze der Folgen wird immer eine abgeschlossene Geschichte mit vielen lustigen Ideen erzählt, mit denen nicht nur Kinder ihren Spaß haben, sondern die auch einen hohen Unterhaltungswert für Erwachsene besitzen.

## Handlung
Die Geschichten handeln von den Abenteuern der zwei großen Ritter Sir Boris und Sir Morris. Weicher Kern in eiserner Schale mit einem Herz aus Gold, so können die Ritter charakterisiert werden. Sie sind zwar unglaublich stark und tapfer, aber auch sehr gutmütig und ziemlich dämlich. Die Retter-Ritter kämpfen tatkräftig gegen die Probleme, die sie oft selbst auslösen und vergrößern dabei mitunter das Chaos noch.
Zuhause sind die Retter-Ritter, zusammen mit ihren ebenfalls eingerüsteten Haustieren und der guten Fee im Haus, der Burghälterin Leibweib, in einem Schloss im Land Borovia, das von König Otto regiert wird. Dieser hat zwei reizende Töchter, Prinzessin Lucy und Prinzessin Loretta, die von den Retter-Rittern sehr angetan sind.
Im Land von König Otto gibt es zahlreiche Drachen, Hexen und Trolle. Die Hauptstadt ist ein kleines Provinzstädtchen namens Borodzo. Dort steht eine riesige goldene Uhr, für die ein Großteil des Steuergeldes ausgegeben wurde, was der König in seiner Unfähigkeit nicht zu verhindern wusste. Die Einwohner sind eher von kleiner Statur, die Bevölkerungsdichte ist gering und das Fernsehen schwarz-weiß. Der Wirtschaft geht es schlecht und die Armee besteht hauptsächlich aus Sir Boris und Sir Morris. Gute Voraussetzungen also für viele Heldentaten der Retter-Ritter, auch wenn es scheint, dass das Leben in Borovia dadurch noch ein wenig härter wird, als es ohnehin schon ist.

## Hauptfiguren
- Sir Boris – der größte Schwertkämpfer der Welt. Stattlich, tapfer, ehrenhaft, aufrichtig und nicht ganz so dumm wie sein Bruder Sir Morris.
- Sir Morris – nicht der größte Schwertkämpfer der Welt, aber der begeistertste. Sehr dämlich, aber immer mit den besten Absichten. Er trägt eine Rüstung aus Bronze und eine Brille.
- Sir Horace, der Hund – loyaler Jagdhund von Sir Boris, ist mit einer Rüstung für das Haustier ausgestattet und hat einen sehr feinen Spürsinn.
- Sir Doris, der Hamster – ist das Haustier von Sir Morris, ebenso mit Rüstung. Er ist etwas bissig und verfressen und hat offensichtlich eine Essstörung mit Vorliebe für Fahrräder.
- König Otto – ist König von Borovia und alleinerziehend. Er hat zwei Töchter, Prinzessin Lucy und Prinzessin Loretta, die ihn gnadenlos manipulieren. Seine Versuche, das Land zu modernisieren, scheitern häufig am wohlmeinenden Eingreifen der Retter-Ritter.
- Prinzessinnen Lucy und Loretta – sind leicht zu begeistern und immer scharf auf Abenteuer. Sie sind große Bewunderer der Retter-Ritter.
- Königin Melissa – ist Königin des Nachbarlandes Moridia und unglaublich reich. Sie soll gerüchteweise früher mit König Otto verheiratet gewesen sein. Ihr enormes Vermögen ist eine andauernde Quelle des Neides und des Minderwertigkeitsgefühls von König Otto.
- Zaubererin Schimmelfee (Sorceress Abigail) – ist die bei Königin Melissa beschäftigte Zauberin.
- Das Leibweib (Mrs. Ethel Minion) – ist die Hausangestellte der Retter-Ritter, ohne die sie ziemlich aufgeschmissen wären.
- Die Schwestern (Sisters Faith, Hope & Charity) – sind die Erzieherinnen und Aufpasserinnen der Prinzessinnen. Sie sind immer etwas nervös, wenn die Retter-Ritter unterwegs sind.
- Zauberer Zappendust (Wizard Zabobon) – ist ein ziemlich inkompetenter Vertreter seiner Zunft und tausende Jahre alt. Er  scheint sich in dieser Zeit nie gewaschen zu haben.
- Professor von Proton – ist ein genialer, aber total verrückter Wissenschaftler. Bei seinen Erfindungen zählt die Sicherheit zu den untergeordneten Kriterien. Da kann es schon mal passieren, dass das Land einen Regen von Schweinemist abbekommt.
- Sir Kniggebein (Sir Kiftsgate) – ist einer von der Sorte Ritter, die zwar um den Unterschied der Verbeugung vor einem Herzog oder einem Grafen gut Bescheid wissen, aber ansonsten völlig ungeeignet sind für die traditionellen Aufgaben eines Ritters wie etwa den Kampf gegen Drachen und Unholde.

### Weitere Figuren
- Graf Saugblut
- Sekretär
- Alt Hans
- Tante Lily
- Gastwirtin
- Priester
- Klein Hans
- Tante Iris
- Gastwirt
- Uhrmacher
- Kobold
- Heidel
- Troll (Eeuuurgh the Troll)
- Bürgermeister
- TV-Ansager
- Oderich
- Hexe
- Reisebürofrau
- Ingenieur

## Synchronisation
| Synchronbuchautor | Stefan Eckel       |
| Synchronregie     | Joachim Kunzendorf |

### Synchronsprecher
| Figur                      | Originalsprecher    | Sprecher               |
| -------------------------- | ------------------- | ---------------------- |
| Erzähler                   | Alexander Armstrong | Jürgen Thormann        |
| Sir Boris                  | David Rintoul       | Eberhard Mellies       |
| Sir Morris                 | Brian Blessed       | Bert Franzke           |
| König Otto                 | Timothy West        | Bodo Wolf              |
| Prinzessin Lucy            | Summer Strallen     | Antje von der Ahe      |
| Prinzessin Loretta         | Scarlett Strallen   | Gundi Eberhard         |
| Königin Melissa            | Prunella Scales     | Heidi Weigelt          |
| Zaubererin Schimmelfee     | –                   | Eva-Maria Werth        |
| Burghälterin Leibweib      | Morwenna Banks      | Luise Lunow            |
| Schwester Faith            | –                   | Evamaria Miner         |
| Schwester Hope             | –                   | Heike Schroetter       |
| Schwester Charity          | –                   | Constanze Harpen       |
| Zauberer Zappendust        | Enn Reitel          | Hasso Zorn             |
| Professor von Proton       | John Sparkes        | Hans-Jürgen Dittberner |
| Sir Kniggebein             | Brian Sewell        | Reinhard Kuhnert       |
| Graf Saugblut              | Gordon Kennedy      | Ernst Meincke          |
| Gastwirtin                 | –                   | Regine Albrecht        |
| Gastwirt                   | –                   | Helmut Geffke          |
| Troll / Ingenieur          | –                   | Stefan Gossler         |
| Hexe                       | –                   | Katharina Koschny      |
| Sekretär                   | –                   | Wolfgang Ostberg       |
| Priester / Oderich         | –                   | Wolfgang Thal          |
| Uhrmacher                  | –                   | Frank Ciazynski        |
| Bürgermeister              | –                   | Thomas Kästner         |
| Alt Hans                   | –                   | Klaus-Dieter Klebsch   |
| Klein Hans / Kobold        | –                   | Gerald Schaale         |
| TV-Ansager                 | –                   | Peter Reinhardt        |
| Tante Lily                 | –                   | Roswitha Hirsch        |
| Tante Iris / Reisebürofrau | –                   | Sonja Deutsch          |
| Heidel                     | –                   | Irmelin Krause         |

## Episodenliste
| Nummer | Originaltitel                | Deutscher Titel                       | Erstausstrahlung DE (KI.KA) |
| ------ | ---------------------------- | ------------------------------------- | --------------------------- |
| 1      | Knights in Distress          | Prinzessinnen in Not                  | 16. Oktober 2000            |
| 2      | Ethel & the Imp              | Ritter allein zu Haus                 | 17. Oktober 2000            |
| 3      | Knight School                | Die Ritterschule                      | 18. Oktober 2000            |
| 4      | Time Protonosphere           | Die Zeitmaschine                      | 19. Oktober 2000            |
| 5      | The Land of Vampires         | Im Land der Vampire                   | 23. Oktober 2000            |
| 6      | Sir Morris and the Beanstalk | Das Märchen von der Bohnenstange      | 24. Oktober 2000            |
| 7      | The Village Games            | Echte Hexen fliegen besser            | 25. Oktober 2000            |
| 8      | Alchemy                      | Der geklaute Zauberspruch             | 26. Oktober 2000            |
| 9      | Lost Doris                   | Sir Doris ist weg                     | 30. Oktober 2000            |
| 10     | Clockwork Knights            | Chaos im Sekundentakt                 | 31. Oktober 2000            |
| 11     | The Troll Bridge             | Die Trollbrücke                       | 1. November 2000            |
| 12     | Proton Power                 | Strom für Borovia                     | 2. November 2000            |
| 13     | The Royal Escort             | Die Retter-Ritter lernen das Fürchten | 6. November 2000            |

## Auszeichnungen
- 2000 Best Adult Animation Series – British Animation Awards (BAA)
- 2000 Best Use of New Technology – British Animation Awards (BAA)
- 2001 Best Animation Series beim Annecy Animation Festival in Frankreich
- 2001 Grand Prize for Animated Television Programme beim SICAF International Festival in Korea
- 2001 Best Commercial Series Animation Award beim FAN International Festival of Animation im Vereinigten Königreich

## Sonstiges
Der Kinderkanal besaß die Senderechte vom 31. März 2000 bis 30. März 2004. Im Vertrag ist keine Nachnutzungsoption festgelegt. Eine Wiederholung der Serie ist deswegen zumindest in diesem Sender nicht wahrscheinlich.